# Chránená krajinná oblasť Horná Orava
Chránená krajinná oblasť Horná Orava (CHKO Horná Orava) – obszar chronionego krajobrazu na Słowacji położony na terenie kraju żylińskiego w regionie Orawa.

## Historia
Starania o powołanie w rejonie Górnej Orawy obszaru ochrony przyrody rozpoczęły się już w latach 60. XX wieku. W roku 1966 Słowacki Instytut Opieki nad Zabytkami i Ochrony Przyrody opracował koncepcję utworzenia terenów chronionych obejmujących wybudowany w 1954 roku Zbiornik Orawski oraz pobliskie cenne przyrodniczo tereny wodno-błotne. Projekt powołania jednostki ochrony przyrody pod nazwą Oravská priehrada („Zbiornik Orawski”) forsowany przez środowiska naukowe został odrzucony w 1968 roku. Kolejno w latach 1967–1970 usiłowano powołać Obszar Chronionego Krajobrazu Górna Orawa im. Władimira Iljicza Lenina (Chránená krajinná oblasť Horná Orava Vladimíra Iljiča Lenina, słowacki skrótowiec „CHKO”) obejmujący Zbiornik Orawski oraz masywy Babiej Góry i Pilska, co nie powiodło się z powodu braku woli politycznej.
Dopiero trzecia próba stworzenia obszaru chronionego zakończyła się sukcesem. W latach 1974–1977 opracowano koncepcję, zgodnie z którą terytorium proponowanego parku podzielono na strefy o zróżnicowanym stopniu ochrony. Dzięki takiemu innowacyjnemu podejściu projekt zyskał niezbędną akceptację powiatowej rady narodowej w Dolným Kubínie. CHKO powołano do życia na mocy rozporządzenia Ministerstwa Kultury Słowackiej Republiki Socjalistycznej nr 14/1979 z 28 grudnia 1978 r., które weszło w życie 20 lutego kolejnego roku. Błędy legislacyjne (nieujęcie w publikatorze załącznika zawierającego opis granic obszaru, który przywołany był w § 1 ust. 1 rozporządzenia) spowodowały, że tak uchwalone przepisy pozostawały martwe. Dlatego też 12 lipca 1979 r. Ministerstwo wydało nowe rozporządzenie (nr 110/1979) z mocą od dnia publikacji (to jest 24 września tego samego roku), którym uchylono wcześniejsze przepisy i raz jeszcze „stworzono” tę samą jednostkę – tym razem skutecznie. Zgodnie z treścią rozporządzenia powołano wówczas do życia obszar chroniony o łącznej powierzchni 70 332,51 ha przylegający do granicy z Polską na odcinku od szczytu Bukowina w Grupie Oszusa na zachodzie po okolice Magury Witowskiej na wschodzie. Terytorium CHKO dzieliło się na cztery „podobszary” (podoblasť, I–IV) o różnym stopniu ochrony; te z kolei składały się z „jednostek krajobrazowych” (krajinný celok). Były to podobszar I.: Paráč, Pilsko–Babia hora, Gluchová, Stará hora; podobszar II.: Oravská Lesná, Babinská, Lomná, Beňadovo–Sihelniansky hrádok, Slaná voda, Medvedia hora, Hladovské bory, pramenisko Jelešne; podobszar III.: Oravská vodná nádrž; podobszar IV.: Novoť–Zákamenné, Lokca–Páleničky, Mutné–Oravské Veselé, Oravská Polhora–Námestovo, Ústie nad Priehradou, Hladovka. Podział na strefy zniesiono na podstawie ustawy o ochronie przyrody i krajobrazu z 1994 roku. Nowe granice wytyczono w rozporządzeniu Ministerstwa Środowiska Republiki Słowackiej 420/2003 z 29 września 2003 r., którym jednocześnie uchylono rozporządzenie 110/1979. Wtedy też zniesiono funkcjonowanie na terytorium CHKO wszelkich małoobszarowych form ochrony (w tym rezerwatów przyrody, obszarów ochronnych, pamiątek przyrody), których funkcje przejęły odpowiednie strefy ochrony parku.

## Terytorium
Terytorium ustanowione w 2003 roku jest mniejsze niż pierwotnie wyznaczone w 1979 r. (liczy 58 738 ha), jako że nie obejmuje obszaru szeregu wsi (tereny zabudowane i rolnicze), które tworzą w nim swoiste enklawy. Poza nowymi granicami CHKO Horná Orava znalazły się (wymieniając od zachodu): Zakamienny Klin, Kruszetnica, Brzeza, Mutne, Orawskie Wesele, Namiestów, Klin, Sihelne, Orawska Półgóra, Rabcza, Żubrohława, Głodówka i Sucha Góra. Wyłączono też obszar źródliskowy potoku Jeleśnia i wschodni kraniec Magury Orawskiej, włączając w zamian obszar źródliskowy rzeki Hruštínka.
Obszar chroniony obejmuje najdalej na północ wysunięty fragment Słowacji, a jego północna granica pokrywa się z polsko-słowacką granicą państwową na odcinku od szczytu Bukowina na zachodzie po kamień graniczny III/1 na północ od Suchej Góry, na wysokości polskiej wsi Koniówka. Z tego punktu granica CHKO wiedzie około 14 km na zachód, początkowo wzdłuż nasypu dawnej linii kolejowej. Po dotarciu do linii brzegowej Zbiornika Orawskiego przebiega wzdłuż jego południowej krawędzi. W okolicy Namiestowa odbija na zachodni południowy zachód, biegnąc częściowo wzdłuż koryta Białej Orawy (przy czym granica omija od północy wieś Jasienica Orawska). Po przebyciu ok. 17 km nie docierając na szczyt Magurka, odbija na południe ku najwyższym partiom Magury Orawskiej (trzykilometrowy fragment grani ze szczytami Čierny vrch, Kubínska hoľa, Minčol). Na ostatnim z wymienionych granica CHKO Horná Orava styka się otuliną Parku Narodowego Mała Fatra i odbija bocznym, liczącym 5 km grzbietem ku północy (Zadný Minčol, Minčol, Bzinská hoľa, Príslopec). Następnie biegnie na zachód (ok. 6 km przez szczyty Paráč, Okrúhlica), by dotrzeć do przełęczy Sedlo pod Okrúhlicou. Na niej granica CHKO Horná Orava styka się z terytorium CHKO Kysuce i skręca na północ w kierunku granicy państwowej oddalonej w linii prostej o ok. 10 km. Od północy CHKO graniczy z polskimi Żywieckim Parkiem Krajobrazowym (w części zachodniej) i Babiogórskim Parkiem Narodowym (w części północno-wschodniej).
Teren podlegający administracji CHKO Horná Orava jest znacznie większy od samego parku, ma powierzchnię 1386,3 km² i obejmuje też większość terytorium powiatów Dolný Kubín, Namiestów i Twardoszyn.

## Ochrona przyrody
Co do zasady przyjmuje się, że na terytorium CHKO Horná Orava stosuje się ochronę krajobrazową, co odpowiada V kategorii ochrony Międzynarodowa Unia Ochrony Przyrody. Niemniej obszar chronionego krajobrazu składa się z czterech stref (zóna), w których stosuje się ochronę w stopniu 2., 3., 4. i 5. (w słowackiej skali).
Do strefy A (5., najwyższy stopień ochrony, „terytorium nieinterwencyjne”) należą obszary szczytowe Pilska, Babiej Góry oraz okolice rezerwatu Spálený grúnik (dawne rezerwaty). Według definicji są to  pierwotne lub przekształcone w niewielkim stopniu biotopy o znaczeniu europejskim. Ich łączna powierzchnia wynosi 1263 ha (2,15% powierzchni CHKO).
Strefę B tworzą obszary otuliny wobec strefy A oraz siedliska o znaczeniu europejskim lub krajowym bądź siedliska gatunków o znaczeniu europejskim lub krajowym. Składa się na nią 18 jednostek (w tym m.in. północna część Zbiornika Orawskiego) o łącznej powierzchni 3356 ha (5,71% powierzchni CHKO). Obowiązuje w niej 4. stopień ochrony, co oznacza, że dozwolone jest tam prowadzenie prac gospodarczych jak np. koszenie torfowisk.
Do strefy C zalicza się pasmo ochronne strefy B, obszary należące do Terytorialnego Systemu Stabilności Ekologicznej (ÚSES), a także te biotopy o znaczeniu europejskim bądź krajowym, które w znacznym stopniu zostały przekształcone przez człowieka. Obejmuje ona m.in. kompleksy leśne w Beskidach Orawskich, w grupie Paráča czy w okolicy Minčola. Obowiązuje tam 3. stopień ochrony właściwy dla parków narodowych. Łączna powierzchnia tej strefy wynosi 14 793 ha (25,18% powierzchni CHKO)”.
Niewymienione dotąd części CHKO o łącznej powierzchni 39 326 ha (66,95% terytorium CHKO) znajdują się w strefie D, w której obowiązuje podstawowy, 2. stopień ochrony. Celem istnienia tak zdefiniowanej strefy jest „ochrona i zachowanie rozproszonych ekosystemów ważnych z punktu widzenia różnorodności biologicznej i stabilności ekologicznej oraz charakterystycznego wyglądu krajobrazu z określonymi formami osadnictwa”.
Granice CHKO pokrywają się także z granicami obszaru specjalnej ochrony ptaków (SPO) Horná Orava (SKCHVU008) ustanowionej w 2005 roku w ramach programu Natura 2000. W jej granicach znajduje się też szereg obszarów mających znaczenie dla Wspólnoty (SCI), z których największe to: Rašeliniská Oravskej kotliny (SKUEV0057; 839,56 ha), Pilsko (SKUEV0188; 701,07 ha) i Babia hora (SKUEV0189; 504,13 ha). Zbiornik Orawski wraz z otaczającymi je torfowiskami został też objęty ochroną w ramach konwencji z Ramsar (jednostka 933; 9287 ha).

## Budowa geologiczna
Większa część terenu CHKO zbudowana jest z fliszu, przede wszystkim płaszczowiny magurskiej. Wśród skał przeważają sfałdowane piaskowce i iłowce ułożone razem ze starszymi jednostkami geologicznymi.

## Flora
Blisko połowę powierzchni CHKO Horná Orava zajmują lasy, wśród których przeważają bukowo-jodłowe (kwaśna buczyna górska, żyzna buczyna karpacka) z licznymi monokulturami świerkowymi. Pierwotne lasy świerkowe z domieszką jarzębu występują na zboczach Babiej Góry, Pilska i Paráča. Na dwóch pierwszych szczytach znajdują się pola kosodrzewiny. W szczytowych partiach Babiej Góry występuje też piętro halne z murawami alpejskimi. Górskie olsy zachowały się w dolinach górskich wzdłuż cieków wodnych, rzadziej wokół terenów źródliskowych.
Główne fitocenozy wtórne to łąki i pastwiska. Gatunki tej strefy to m.in. kupkówka pospolita, tymotka łąkowa, mietlica pospolita, kostrzewa łąkowa i czerwona, wiechlina łąkowa, tomka wonna, grzebienica pospolita, konietlica łąkowa, rajgras wyniosły.
Najbardziej charakterystycznymi elementami krajobrazu CHKO są liczne torfowiska, których duża część została jednak zniszczona wraz z ukończeniem zapory tworzącej Zbiornik Orawski. Występują one powszechnie na terenie Działów Orawskich i Beskidu Orawskiego, a szczególnie w Kotlinie Orawskiej. Tu zajmują powierzchnię ok. 800 ha. Najczęściej występującymi formami są torfowiska wysokie i przejściowe. Torfowiska niskie zajmują mniejszy obszar, głównie na skraju terenów podmokłych lub u podnóża wylesionych zboczy.
Roślinność torfowisk przedstawia specyficzną grupę obejmującą gatunki arktyczne i borealne. Torfowiska niskie porośnięte są przede wszystkim turzycami (Davalla, prosowa, dwupienna, siwa, drobna, łuszczykowata) i sitami (członowaty, cienki) oraz dywanami mchów. Z wyższych roślin wymienić można chociażby następujące gatunki: wełniankę szeroko- i wąskolistną, fiołka błotnego, gnidosza błotnego czy tłustosza pospolitego.
Na torfowiskach wysokich i przejściowych dominuje torfowiec pokrywający znaczne przestrzenie wraz z innymi gatunkami mchów, wątrobowcami i porostami. Wyższe rośliny reprezentowane są chociażby przez modrzewnicę pospolitą, bagno zwyczajne, borówkę bagienną, bażynę czarną, żurawinę błotną, wełniankę pochwowatą, rosiczki okrągło- i długolistną, czermień błotną, siedmiopalecznik błotny czy przygiełkę białą.

## Fauna
Występujące na terenie CHKO Horná Orava zróżnicowane fitocenozy przekładają się na różnorodność występujących tam gatunków zwierząt. Spotkać można przedstawicieli fauny pól i łąk, terenów podmokłych, mokradeł, torfowisk, lasów iglastych i liściastych, gatunki alpejskie i stepowe. Dominują gatunki podgórskie, słabiej reprezentowane są gatunki górskie i występujące w południowej części parku zwierzęta ciepłolubne.
Najliczniejszą grupę zwierząt stanowią bezkręgowce, szczególnie bogato reprezentowane na terenach podmokłych, gdzie zachowały się gatunki reliktowe. Wśród pająków wymienia się m.in. gatunki Piratula hygrophila, P. uliginosa, Pirata piraticus, bagnika przybrzeżnego. W wyższych partiach gór występują chociażby Evansia merens czy Neomyrma rubida.
W odróżnieniu od pajęczaków, mięczaki reprezentowane są stosunkowo ubogo. Powszechny jest ślimak winniczek, w lasach spotyka się też m.in. gatunki Limacus maculatus, Vertigo pusilla, ślimaki szklarkowate, ślinika wielkiego i rdzawego, a w wodach błotniarkę moczarową, małże z rodzaju Pisidium, błyszczotkę połyskliwą, bursztynki pospolitą i podłużną. W wodach Zbiornika Orawskiego stwierdzono występowanie 69 gatunków mięczaków (55 ślimaków, 14 małży). Z gatunków rzadkich spotkać można Acicula parcelineata, błyszczotkę lśniącą czy Euconulus alderi oraz karpackie endemity Perforatella vicina czy Trichia villosula.
Bardzo liczne są gatunki owadów, w tym na terenach podmokłych jętki, widelnice, chruściki i ważki. Ostatnia grupa reprezentowana jest na torfowiskach przez 32 gatunki, w tym np. zalotki czerwonawą i większą, miedziopierś górską, żagnice torfową i torfowcową czy szablaka górskiego. Odrębne gatunki występują w górnym biegu Orawy (ważka czteroplama, łątka dzieweczka, szafranka czerwona, żagnica sina). Bogato reprezentowane są też błonkoskrzydłe: osy, pszczoły, różne gatunki trzmieli. Na torfowiskach występują co najmniej cztery gatunki muchówek. Przedstawiciele chrząszczy to chociażby drapieżne biegacze skórzasty, fioletowy, wręgaty, niestrudek lśniący, szykoń ciemny, padlinożerne grabarze pospolity i czarny oraz koprofagi jak żuk gnojowy i plug. Na stanowiskach alpejskich i subalpejskich notowane są zatrawiec, Aphodius alpinus, a także chrząszcze kusakowate. Spośród motyli wymienia się np. przylepka moczarka, Arichanna melanaria, Coleophora ledi, pazia królowej oraz ćmy Argyroploce lediana czy Crambus alienellus.
Wśród ichtiofauny odróżnić należy przedstawicieli Zbiornika Orawskiego (w latach 20. XXI wieku 38 gatunków ryb) oraz okolicznych górskich potoków. W Zbiorniku występują przede wszystkim karpie, szczupaki, sandacze, krąpie i płocie. W wodach płynących ichtiofaunę reprezentują głównie pstrągi potokowe, lipienie, jelce, klenie oraz głowacze białopłetwe i pręgopłetwe.
Jako przedstawicieli płazów wymienia się traszki górską, karpacką, zwyczajną czy grzebieniastą, a w lasach salamandrę plamistą. Powszechne są też żaby: trawna i jeziorkowa, ropuchy szara i zielona czy kumak górski.
Ubogo reprezentowane gady to m.in. jaszczurki zwinka i żyworódka, padalec, żmija zygzakowata (także w odmianie ciemnej) oraz zaskroniec.
Bardzo zróżnicowana jest awifauna CHKO, której skład to 250 gatunków. Wybudowanie sztucznego Zbiornika Orawskiego spowodowało wzrost bioróżnorodności ptaków wodnych o ok. 30% (do 105 gatunków). Notuje się głównie gatunki z rzędu siewkowych i blaszkodziobych, w tym gniazdujące na terenie CHKO krzyżówka, mewy śmieszka, białogłowa, siwa, rybitwa rzeczna, krwawodziób, sieweczka rzeczna, brodziec piskliwy, krakwa, potrzos. W czasie migracji zalatują głowienka, czernica, łyska, cyranka, gągoł, perkoz dwuczuby itp. Znajdujące się w Kotlinie Orawskiej pola i łąki to miejsce bytowania gatunków takich jak skowronek, czajka, przepiórka, kuropatwa czy derkacz Pojawiają się tu też drapieżne myszołowy zwyczajny i włochaty, pustułka, orlik krzykliwy, orzeł przedni. W lasach gniazdują myszołowy, jastrzębie, krogulce, sowy puszczyk zwyczajny i uralski, włochatka, sóweczka, kruk, dzięcioły: czarny, duży, trójpalczasty. Ptaki śpiewające reprezentowane są np. przez zięby, bogatkę, sikorę ubogą. Spotyka się też głuszca, cietrzewia czy jarząbka. W zaroślach, zagajnikach i w lasach na górskich zboczach występują m.in. cierniówka, piegża, kapturka, a w najwyższych partiach gór gnieżdżą się siwerniak i czeczotka. Na torfowiskach spotkać można bekasa kszyka, świergotka łąkowego czy pokląskwę.
Spośród ssaków licznie reprezentowane są gryzonie (nornik bury, nornica ruda, badylarka) i ryjówkokształtne (ryjówki aksamitna, malutka, górska, rzęsorek rzeczek). W lasach występuje myszarka leśna, w piętrze kosodrzewiny orzesznica leszczynowa, smużka leśna, a na Babiej Górze nornik tatrzański. Z większych ssaków odnotowano obecność karczownika ziemnowodnego, piżmaka, bobra i wydry. Przedstawiciele megafauny to jelenie, sarny, rzadziej dziki. Do dużych drapieżników zaliczyć trzeba rysia i występującego głównie w zachodniej części parku niedźwiedzia brunatnego. Powszechnie spotykany jest też wilk szary, a z terenu Polski do parku docierają pojedyncze osobniki łosi.